# Contea di Longmen
La contea di Longmen (龙门县S, Lóngmén XiànP) è una contea della Cina, situata nella provincia del Guangdong e amministrata dalla prefettura di Huizhou.